# سمكة العين الفقاعية
سمكة العين الفقاعية (بالإنجليزية: Bubble Eye)‏ نوع مهجن من سمك الدُّرُبّ (أي السمك الذهبي) تبدأ الفقاعة في الظهور لدى هذه السمكة في عمر 6-9 شهور وتكتمل عندما تصل السمكة إلى عمر سنتان وتصبح الفقاعات كبيرة جدا. تمتلئ الفقاعة بالماء وتسبب مشكلة للسمكة في الرؤية كما تواجه صعوبة حين تسبح، كما أن من السهل جدا لهذا الكيس ان يهتر بسهولة وتكون عملية الالتئام بطيئة جدا أو قد لا يلتئم على الإطلاق، مما يجعلها سمكة عرضة للعدوى.
هذا النوع من السمك يعدّ حساس جدا ولا يوصى به لمبتدئ التربية.